# Ary Pavão
Ary dos Santos Furtado, conhecido como Pavão (Aimorés, 6 de setembro de 1917 — , ) foi um basquetebolista brasileiro.
Cresceu no Espírito Santo, onde começou a jogar basquete no Clube de Regatas Saldanha da Gama, transferindo-se posteriormente para o Praia Club de Vitória.
Integrou a Seleção Brasileira de Basquetebol Masculino que competiu nos Jogos Olímpicos de Berlim em 1936.
Participou do Campeonato Sul-Americano do Chile, em 1937, onde conquistou a medalha de bronze.